# Route 1A (Manitoba)
Pour les articles homonymes, voir Route 1A.
La route 1A est une route provinciale du Manitoba située dans le sud de la province, dans les villes de Brandon et de Portage la Prairie. Elle possède deux sections distinctes dans chacune des villes. Comme son numéro l'indique, elle est une route alternative à la route 1. Elle permet de relier cette dernière aux centres-villes. Sa longueur est de 31,2 km (19,4 mi), soit 19,9 km (12,4 mi) à Brandon et 11,3 km (7 mi) à Portage la Prairie).

## Description du tracé

### Brandon
L'extrémité ouest de la route à Brandon est située à une intersection avec la route 1, à son kilomètre 104, dans la municipalité de Kemnay. Elle se dirige vers l'est sur 13 km (8,1 mi) en ligne droite, puis elle entre dans le centre de la ville de Brandon. Elle y croise la route 10 et emprunte les rues Victoria et la première avenue en bifurquant vers le nord dans le centre-ville. Elle prend fin en croisant de nouveau la route 1 à son kilomètre 122 où elle continue vers le nord comme route 10.

#### Intersections majeures
| Comté                 | Ville   | km    | Destinations                                    | Notes                                |
| --------------------- | ------- | ----- | ----------------------------------------------- | ------------------------------------ |
| No. 7                 | Kemnay  | 0,00  | PTH-1 – Regina, Winnipeg                        |                                      |
| No. 7                 | Brandon | 13,20 | PTH-10 (18th Street) – Boissevain, Centre-ville |                                      |
| No. 7                 | Brandon | 15,60 | Traverse la rivière Assiniboine                 | Traverse la rivière Assiniboine      |
| No. 7                 | Brandon | 17,40 | PR 457 est (Veterans Way) – BFC Shilo           | Terminus ouest de la PR 457          |
| No. 7                 | Brandon | 19,90 | PTH-1 / PTH-10 sud – Regina, Winnipeg           |                                      |
| No. 7                 | Brandon | 19,90 | PTH-10 nord – Dauphin                           | La PTH-1A est devient la PTH-10 nord |
| - Transition de route |         |       |                                                 |                                      |

### Portage la Prairie
La route 1A à Portage la Prairie est une ligne droite traversant la ville en reliant la route 1 à deux échangeurs à ses deux extrémités. Elle croise la route 240 dans le centre de la ville.

#### Intersections majeures
| Comté                   | Ville              | km    | Destinations                                                              | Notes                                      |
| ----------------------- | ------------------ | ----- | ------------------------------------------------------------------------- | ------------------------------------------ |
| No. 9                   |                    | 0,00  | PTH-1 – Winnipeg, Brandon                                                 | Échangeur                                  |
| No. 9                   | Portage la Prairie | 5,30  | PR 240 nord (Tupper Street N) – Delta Beach                               | Terminus ouest du multiplex avec la PR 240 |
| No. 9                   | Portage la Prairie | 5,90  | PR 240 sud (5th Street SE) – Aéroport de Portage la Prairie, Saint-Claude | Terminus est du multiplex avec la PR 240   |
| No. 9                   |                    | 11,30 | PTH-1 – Winnipeg, Brandon                                                 | Échangeur                                  |
| - Terminus de multiplex |                    |       |                                                                           |                                            |